# Hemerobius
Genre
Le genre Hemerobius regroupe des insectes névroptères prédateurs de la famille des hémérobiidés, dont les larves et les adultes ont pour proies principalement les acariens, les cochenilles, les psylles, les pucerons, les thrips, les œufs de lépidoptères et d'aleurodes sur les arbres fruitiers, la vigne et les grandes cultures.